# NGC 900
NGC 900 é uma galáxia lenticular (S0) localizada na direcção da constelação de Aries. Possui uma declinação de +26° 30' 43" e uma ascensão recta de 2 horas, 23 minutos e 32,1 segundos.
A galáxia NGC 900 foi descoberta em 5 de Setembro de 1864 por Albert Marth.